# Барни, Мэтью
Мэ́тью Ба́рни (англ. Matthew Barney; род. 25 марта 1967, Сан-Франциско, Калифорния) — американский художник, работающий в жанре перформанса, скульптуры, рисунка, видео и др., видный представитель современного искусства США.

## Ключевые работы

### "Рисуя границы" (1987 – по настоящее время)
В рамках проекта "Рисуя границы" (Drawing Restraint) творческий процесс рассматривается как аналог физических тренировок: для развития необходимо преодолевать сопротивление. На проект, начатый Барни ещё в годы учёбы в Йельском университете, наложило отпечаток спортивное прошлое художника (в старшей школе он играл в американский футбол). Отправной точкой для создания многочисленных картин, рисунков, скульптур, фотографий и видео, входящих в серию, стала необходимость преодолевать разнообразные ограничения, налагаемые Барни на самого себя. 
В то время как ранние работы серии "Рисуя границы" 1-6 (1987-1989) демонстрируют относительно простые студийные эксперименты (так, например, художник пытается рисовать на потолке и стенах комнаты, прыгая на батуте или будучи привязанным к полу эластичными тросами), в 90-х гг. Барни впервые обращается к эффектным нарративным постановкам, которые впоследствии и принесли ему мировую известность. 
Так, "Рисуя границы" 7 (1993) представляет собой трёхканальное видео, а также серию рисунков и фотографий, сюжет которых вращается вокруг сатиров, совершающих поездку по Нью-Йорку на лимузине. Работа удостоена приза Венецианской биеннале.
Инсталляция "Рисуя границы" 8 была представлена на Веницианской биеннале 2003 г. и состоит из десяти изображений, выполненных карандашом, акварелью и вазелином, выставленных в авторских литых витринах. Элементы отталкиваются от формы т.н. эмблемы поля (the field emblem) — символа, регулярно возникающего в творчестве Мэтью Барни. Эмблема, выглядящая как капсула, перечёркнутая жирной горизонтальной линией, получает различные трактовки: в её симметричности кто-то усматривает символ равновесия, в горизонтали — ограничений, которые и стали отправной точкой всей серии, и пр. Следует отметить, что эмблема поля также служит и своего рода "логотипом" художника.
Наиболее известный проект Барни — "Рисуя границы" 9 — состоит из полнометражного фильма, саундтрека авторства Бьорк, скульптур, фотографий и картин. Отправной точной для художника послужило приглашение поучаствовать в выставке Музея искусства 21-го века в г. Канадзава, Япония. В процессе подготовки, Барни заинтересовался ограничениями и требованиями традиционных японских ритуалов. Фильм затрагивает темы синтоизма, традиционной японской чайной церемонии, истории китобойного промысла, отношений Японии с остальным миром, а также переработки мёртвой органической материи в энергию (конкретно — китового жира и ископаемого топлива). Эмблема поля фигурирует в фильме в виде огромной формы, сконструированной на борту китобойного судна Ниссин Мару, которую рабочие заливают 25 тоннами расплавленного вазелина. Мэтью Барни и Бьорк исполняют в фильме роли т.н. Западных гостей, участвующих в замысловатом брачном ритуале. Масштабная выставка 150 объектов, созданных в рамках "Рисуя границы" 9, прошла в 2006 г. в Музее современного искусства Сан-Франциско.
"Рисуя границы" 10, 11, 12, 14, 16 (2005–2007) представляет собой цикл перформансов в духе первых частей серии (в т.ч. воспроизводилась шестая — не заснятая на плёнку).
"Рисуя границы" 13 был снят в галерее Глэдстоун в Нью-Йорке незадолго до открытия персональной выставки Барни в 2006 г. На записи Мэтью Барни в образе генерала Дугласа Макартура пробирается через массу вазелина, после чего подписывает несколько картин и ставит на них клеймо в форме эмблемы поля. Затем арт-дилер Барбара Глэдстоун прикрепляет к каждой из них ярлык и передаёт на подпись делегату из Японии. За церемонией наблюдают актёры в форме американской армии. Данная сцена является отсылкой к принятию Макартуром в статусе верховного командующего капитуляции Японии на борту американского линкора «Миссури» 2 сентября 1945 г.
"Рисуя границы" 15 представляет собой запись пятимесячного трансатлантического путешествия, совершённого Барни в 2007 г., и его экспериментов с рисованием рыбьей кровью или будучи подвешенным за бортом корабля.
"Рисуя границы" 17 и 18 были исполнены художником в музее Шаулагер в Базель-ланде, Швейцария в рамках выставки "Prayer Sheet with the Wound and the Nail". Посетителям был представлен обзор всего проекта, а экспонаты авторства Барни демонстрировались бок о бок с гравюрами Мартина Шонгауэра, Альбрехта Дюрера, Урса Графа и пр.
В свою очередь, в "Рисуя границы" 19 в качестве инструмента художником был избран скейтборд. Барни закрепил под носовой частью доски графитовый блок, оставляющий след на рампе при выполнении скейтером трюка ноуз мануал. Как получившийся арт-объект, так и сама доска были проданы на благотворительном аукционе в пользу скейтпарка Ride It Sculpture Park в Детройте. Фотографии перформанса, выполненные Джо Бруком, были опубликованы в февральском выпуске журнала "Juxtapoz Magazine" за 2013 г.

### Цикл "Кремастер" (1994–2002)
Цикл "Кремастер" включает пять короткометражных фильмов общей продолжительностью около 7 часов, а также целый ряд связанных с ними скульптур, фотографий, картин, книг и инсталляций. Финалом многолетней работы над циклом стала масштабная выставка в Музее Соломона Гуггенхейма в Нью-Йорке. Саундтрек к фильмам был записан Джонатаном Беплером.
Название цикла восходит к анатомическому термину musculus cremaster, обозначающему мышцу, отвечающую за подтягивание яичек под влиянием внешних факторов, которая формируется у плода через девять недель после зачатия. Цикл прослеживает процесс половой дифференциации эмбриона: от неопределённости (кремастер полностью поднят, в метафорической системе Барни данный момент служит примером чистой потенции) через попытки организма противостоять изменениям и до  момента окончательного и однозначного формирования у плода признаков мужского пола (полное опущение кремастера).
Параллельно с биологическими процессами в цикле можно наблюдать метафору процесса творческого: первая часть — зарождение идеи, вторая — отторжение, третья — то, как в неё окончательно влюбляется художник, четвёртая и пятая — предфинальный мандраж, а затем и окончательная реализация идеи.
Мэтью Барни появляется во всех фильмах, кроме первого, в различных ролях, в т.ч. в роли сатира, иллюзиониста, овна, Гарри Гудини и преступника Гэри Гилмора.
Нэнси Спектор, куратор Музея Соломона Гуггенхейма, характеризует "Кремастер" как "закрытую эстетическую систему".

Газета The Guardian назвала серию «Кремастер» "первым по-настоящему выдающимся творением в сфере кино, сделанным в контексте изобразительного искусства, после "Андалузского пса" Бунюэля и Дали".

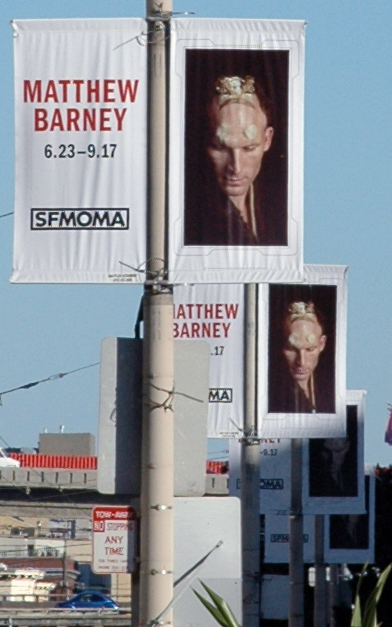
Один из персонажей серии видеофильмов «Кремастер»

## Фильмография
- (1995) Cremaster 4 (англ.) на сайте Internet Movie Database
- (1996) Cremaster 1 (англ.) на сайте Internet Movie Database
- (1997) Cremaster 5 (англ.) на сайте Internet Movie Database
- (1998) March of the Anal Sadistic Warrior (англ.) на сайте Internet Movie Database
- (1999) Cremaster 2 (англ.) на сайте Internet Movie Database
- (2002) Cremaster 3 (англ.) на сайте Internet Movie Database
- (2003) The Cremaster Cycle (англ.) на сайте Internet Movie Database
- (2005) Drawing Restraint 9 (англ.) на сайте Internet Movie Database
- (2006) Destricted (англ.) на сайте Internet Movie Database
- (2007) De Lama Lamina (англ.) на сайте Internet Movie Database
- (2010) Drawing Restraint 17 (англ.) на сайте Internet Movie Database
- (2014) River of Fundament (англ.) на сайте Internet Movie Database